# Scotochroa livida
Scotochroa livida là một loài bọ cánh cứng trong họ Melandryidae. Loài này được Sahlberg miêu tả khoa học năm 1834.